# Grafenried
Grafenried là một đô thị ở huyện Fraubrunnen ở bang Bern ở Thụy Sĩ. Đô thị này có diện tích 4,7 km², dân số năm 2005 là 912 người.